# 1813 en musique classique
| \| • Retour à la chronologie générale de la musique classique • \| |
| Grèce • Rome • Haut Moyen Âge • VIIIe siècle • IXe siècle • Xe siècle • XIe siècle XIIe siècle • XIIIe siècle • XIVe siècle • XVe siècle • XVIe siècle • XVIIe siècle XVIIIe siècle • XIXe siècle • XXe siècle • XXIe siècle |
| • Retour à la chronologie générale de la musique classique • |

| Années en musique classique : 1810 - 1811 - 1812 - 1813 - 1814 - 1815 - 1816    |
| Décennies en musique classique : 1780 - 1790 - 1800 - 1810 - 1820 - 1830 - 1840 |

Cet article présente les faits marquants de l'année 1813 en musique.

## Événements
- Création à Londres de la Royal Philharmonic Society.
- 27 janvier : Il signor Bruschino, opéra de Gioachino Rossini, créé à Venise.
- en février : création de Carlo Magno de Giuseppe Nicolini, au Teatro Nuovo de Plaisance[1].
- 6 février : Tancredi, opéra de Gioachino Rossini, création à La Fenice de Venise.
- 22 mai : L'italiana in Algeri, opéra de Gioachino Rossini, créé au Teatro San Benedetto de Venise.
- 17 octobre : création à Milan de Annetta e Lucindo, opéra de Giovanni Pacini.
- 8 décembre : Symphonie no 7 et La Victoire de Wellington de Ludwig van Beethoven créées à Vienne.
- automne : Franz Schubert compose le lied Der Erlkönig, sur un poème de Goethe.
- 26 décembre : Aureliano in Palmira (Aurélien en Palmyre), opéra (dramma serio) en deux actes de Gioachino Rossini sur un livret italien attribué usuellement à Giuseppe Felice Romani[2], mais parfois également supposé d'un certain Gian Francesco Romanelli, par ailleurs totalement inconnu[3], créé à La Scala de Milan.

## Prix de Rome
1er Prix : Auguste Panseron, 2e Prix : Pierre-Gaspard Roll avec la cantate Herminie.

## Naissances

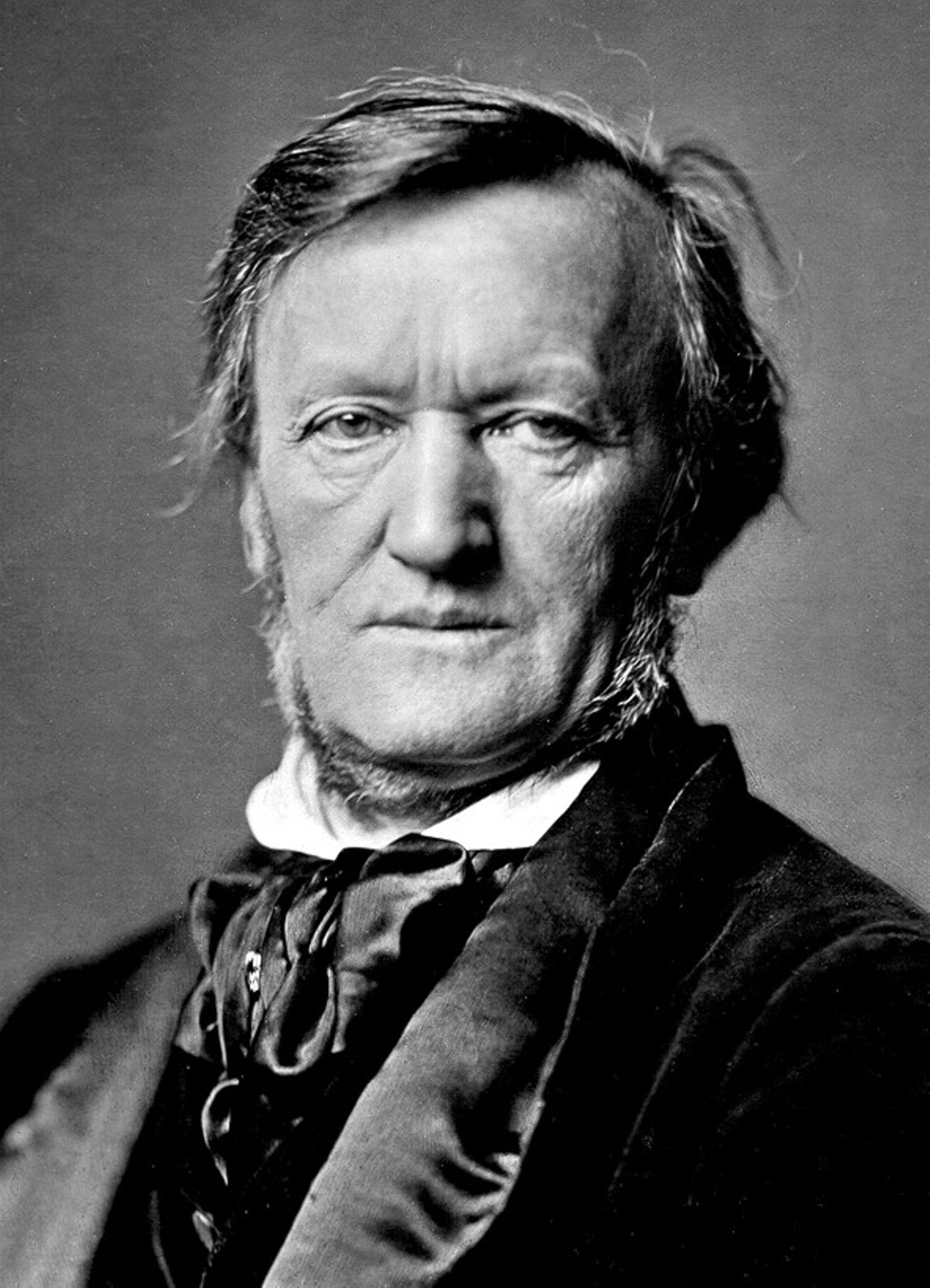
Richard Wagner

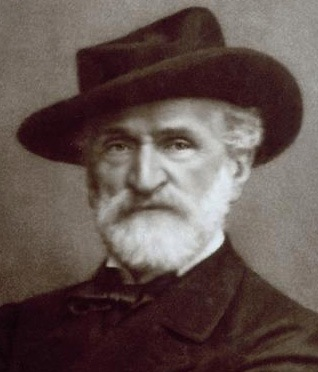
Giuseppe Verdi

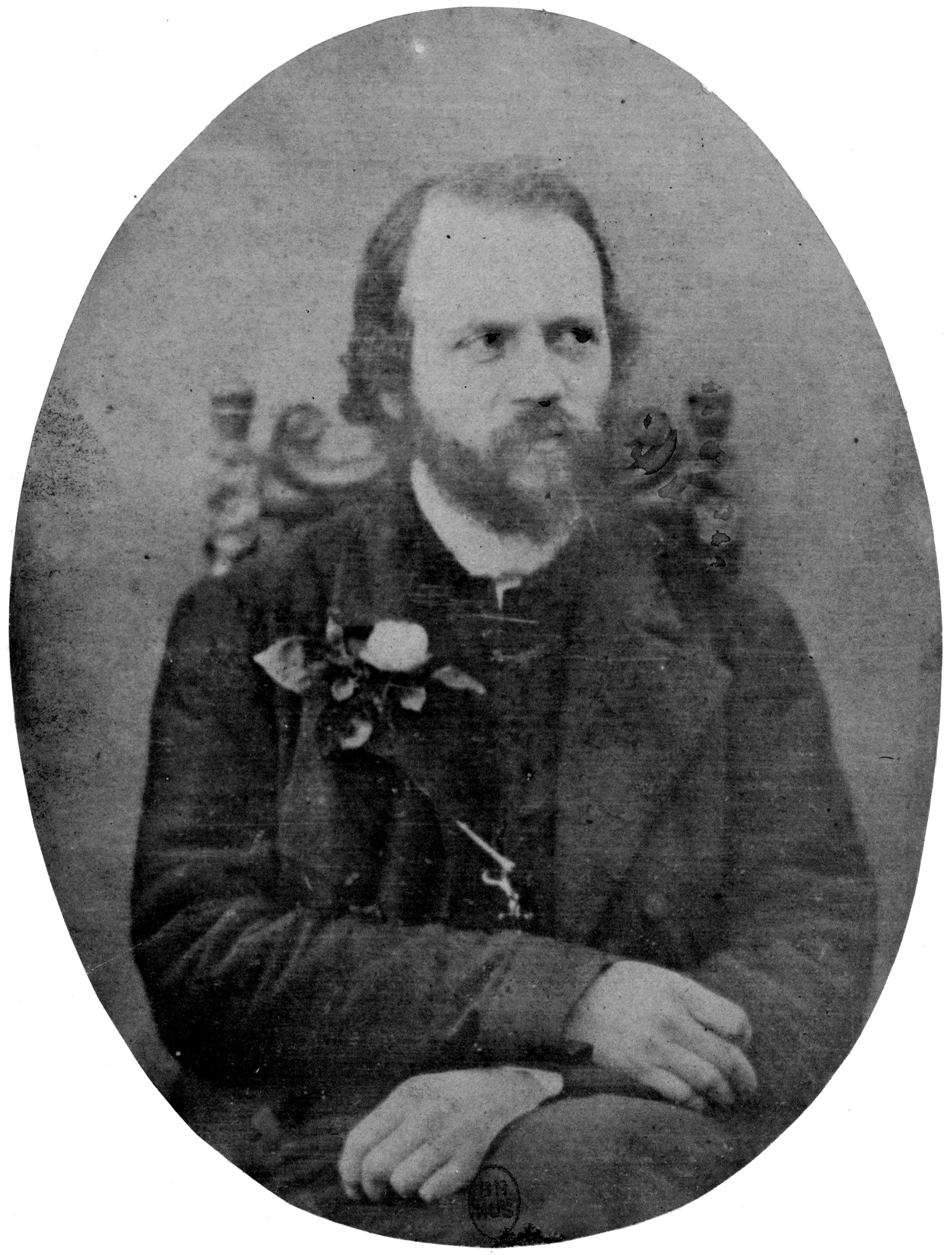
Charles-Valentin Alkan

- 14 janvier : Adolphe Grognier, comédien et chanteur lyrique († 14 décembre 1883).
- 13 février : Emanuele Krakamp, compositeur et flûtiste italien († novembre 1883).
- 14 février : Alexandre Dargomyjski, compositeur russe († 17 janvier 1869).
- 11 mars : Francesco Lamperti, musicien, professeur de chant et écrivain italien († 1er mai 1892).
- 15 mars : Alexis Azevedo, critique musical et musicographe français († 21 décembre 1875).
- 16 mars : Carlo Guasco, ténor italien († 13 décembre 1876).
- 23 avril : Emilia Giuliani-Guglielmi, guitariste et compositrice italienne († 27 novembre 1850).
- 15 mai : Stephen Heller, pianiste et compositeur hongrois († 14 janvier 1888).
- 22 mai : Richard Wagner, compositeur allemand († 13 février 1883).
- 5 juin : Prosper Sainton, violoniste, pédagogue et compositeur français († 17 octobre 1890).
- 24 juin : Francis Boott, compositeur américain († 1er mars 1904).
- 22 juillet : Salvatore Meluzzi, compositeur et organiste italien († 17 avril 1897).
- 27 juillet : Sophie von Baudissin, écrivaine et compositrice allemande († 9 décembre 1894).
- 28 juillet : Alberto Mazzucato, compositeur italien († 31 décembre 1877).
- 1er août : Maria Flécheux, cantatrice française († 20 septembre 1842).
- 3 août : Almire Gandonnière, librettiste français († 25 octobre 1863).
- 2 septembre : Gustav Hölzel, baryton-basse et compositeur austro-hongrois († 3 décembre 1883).
- 10 octobre : Giuseppe Verdi, compositeur italien († 27 janvier 1901).
- 16 octobre : Julie von Webenau, compositrice allemande († 2 juillet 1887 (à 73 ans)).
- 23 octobre : René Baillot, pianiste, compositeur et pédagogue français († 28 mars 1889).
- 26 octobre : Henry Thomas Smart, organiste et  compositeur anglais († 6 juillet 1879).
- 1er novembre : Émile Chevalet, homme de lettres, journaliste, historien et librettiste français († 14 janvier 1894).
- 27 novembre : Michele Puccini, compositeur italien († 23 janvier 1864).
- 30 novembre : Charles-Valentin Alkan, pianiste et compositeur français († 29 mars 1888).
- 2 décembre : Jacob Rosenhain pianiste et compositeur allemand († 21 mars 1894).
- 10 décembre : Errico Petrella, compositeur d'opéras italien  († 7 avril 1877).
- 13 décembre : Étienne Soubre, compositeur belge († 8 septembre 1871).

Date indéterminée
- Felice Varesi, baryton italien né en France († 13 mars 1889).

## Décès

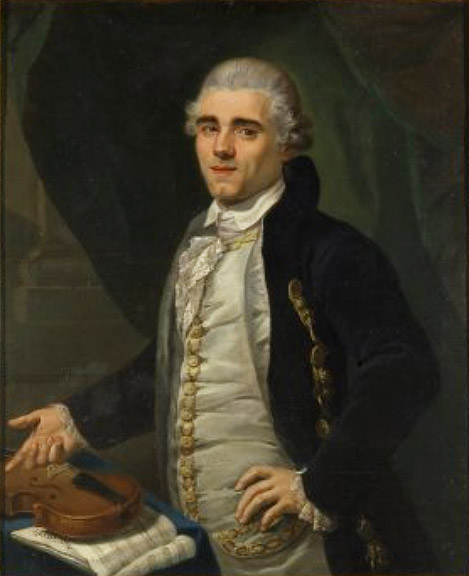
Ferdinando Bertoni

- 14 avril : Joachim Nikolas Eggert, compositeur et directeur musical suédois (° 22 février 1779).
- 7 juin : Maria Hester Park, compositrice anglaise (° 29 septembre 1760).
- 9 juillet : Nicola Antonio Manfroce, compositeur italien (° 20 février 1791).
- 5 août : Étienne Ozi, compositeur, bassoniste, et pédagogue français (° 9 décembre 1754).
- 19 août : Ambrosius Kühnel, organiste et éditeur allemand (° 1871).
- 20 août : Jean-Baptiste Vanhal, compositeur tchèque (° 12 mai 1739).
- 26 août : Daniel Gottlob Türk, compositeur, organiste et professeur de musique allemand (° 10 août 1750).
- 24 septembre : André Modeste Grétry, compositeur français d'origine belge (° 8 février 1741).
- 5 octobre : Mademoiselle Beaumesnil, chanteuse d'opéra et compositrice française (° 30 août 1748).
- 29 novembre : Jean-Balthasar Tricklir, violoncelliste et compositeur français († 1750).
- 1er décembre : Ferdinando Bertoni, compositeur italien (° 15 août 1725).
- 12 décembre : Heinrich  Grenser, facteur allemand d'instruments à vent de la famille des bois (° 5 mars 1764).

Date indéterminée
- Friedrich Ramm, hautboïste allemand (° 1744).
- Hipòlit Trullàs, prêtre et compositeur catalan (° 1771).